# Балахана

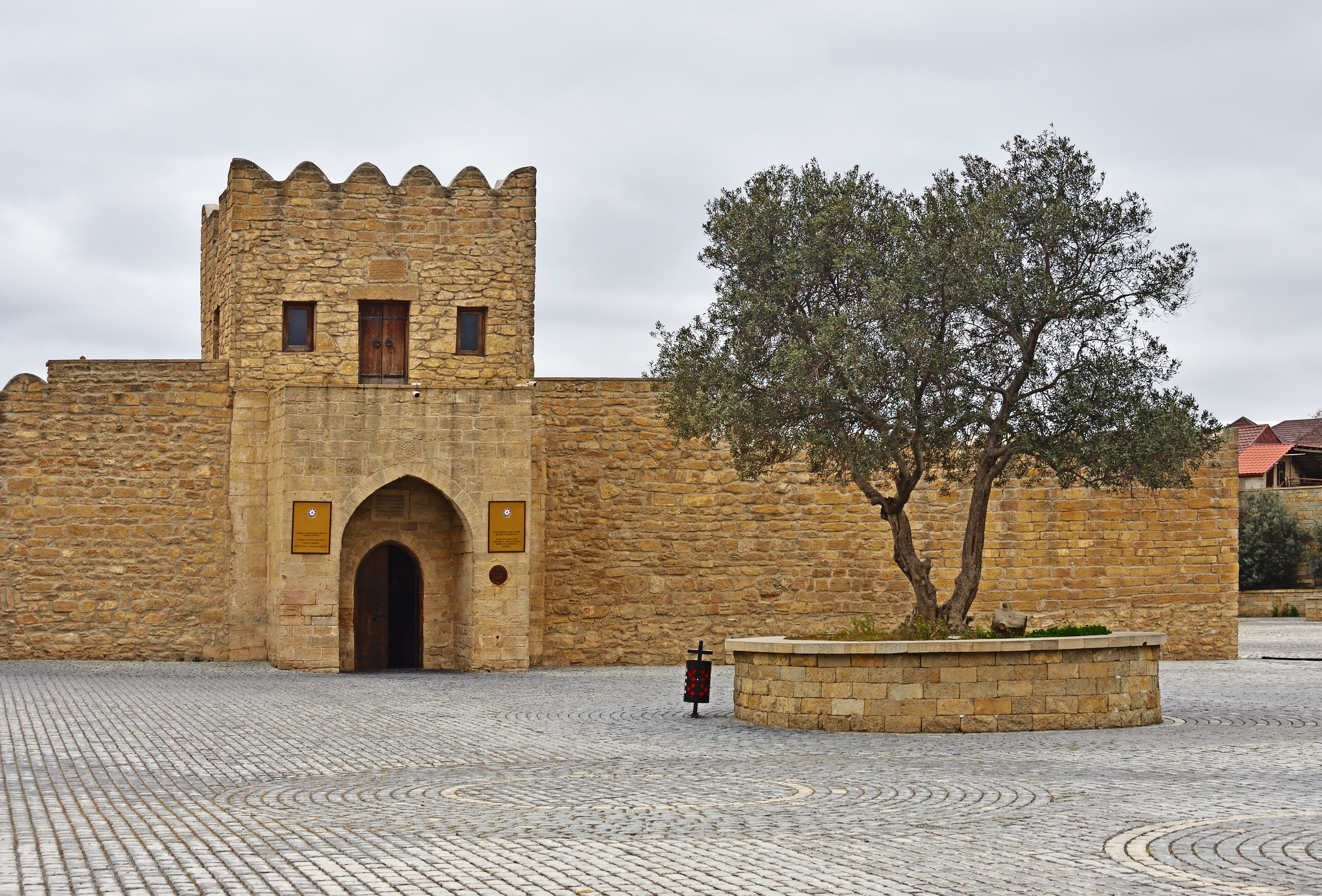
Храм Атешгях в посёлке Сураханы. Над входным порталом расположена балахана — традиционная для апшеронских построек гостевая комната.

Балахана (перс. بالاخانه‎, азерб. balaxana, тадж. болохона, узб. болохана) — комната, пристраиваемая над жилыми домами, в ряде восточных стран. Балахана являлась комнатой для гостей и отдыха в летний сезон, и из-за этого такая комната украшалась как внутри, так и снаружи.
На территории Азербайджана балахана была распространена в домах в Нахичевани, Ордубаде, Абшероне (Баку) и Ленкорани, а также строилась над воротами каравансараев.

## В топонимике
Согласно энциклопедическому словарю топонимов Азербайджана, от слова балахана происходит название посёлка Балаханы.